# ГЕС Ель-Новілло
ГЕС Ель-Новілло (Plutarco Elías Calles) — гідроелектростанція у мексиканському штаті Сонора. Знаходячись перед ГЕС Oviáchic (19 МВт), входить до складу каскаду на річці Які, яка впадає до Каліфорнійської затоки біля міста Сьюдад Обрегон.
У межах проекту річку перекрили бетонною арковою греблею висотою 134 метри, яка потребувала 262 тис. м3 матеріалу. На час будівництва воду відвели за допомогою тунелю довжиною 0,4 км з діаметром 7,2 метра. Гребля утримує водосховище з площею поверхні 102,4 км2 та об'ємом 2833 млн м3 (під час повені — до 3512 млн м3), з яких 603 млн м3 складає «мертвий» об'єм.
Основне обладнання станції становлять три турбіни типу Френсіс потужністю по 45 МВт, які працюють при напорі від 65 до 101 метрів (номінальний напір 87 метрів) та забезпечують виробництво 0,5 млрд кВт-год електроенергії.
Видача продукції відбувається по ЛЕП, розрахованій на роботу під напругою 115 кВ.